# Kanton Saint-Hilaire-de-Villefranche
Der Kanton Saint-Hilaire-de-Villefranche war bis 2015 ein französischer Kanton im Département Charente-Maritime und in der damaligen Region Poitou-Charentes. Er umfasste zehn Gemeinden im Arrondissement Saint-Jean-d’Angély; sein Hauptort (frz.: chef-lieu) war Saint-Hilaire-de-Villefranche. Die landesweiten Änderungen in der Zusammensetzung der Kantone brachten im März 2015 seine Auflösung.

## Geografie
Der Kanton Saint-Hilaire-de-Villefranche war 12.275 Hektar (122,75 km2) groß und hatte zuletzt 4881 Einwohner, was einer Bevölkerungsdichte von rund 40 Einwohnern pro km2 entsprach (Stand: 2012). Er lag im Mittel auf 42 m, zwischen 13 m in La Frédière und 95 m in Saint-Hilaire-de-Villefranche.

## Gemeinden
Der Kanton bestand aus zehn Gemeinden:
| Gemeinde                      | Einwohner (Stand: 2013) | Code postal | Code Insee |
| ----------------------------- | ----------------------- | ----------- | ---------- |
| Aujac                         | 342                     | 17770       | 17023      |
| Aumagne                       | 707                     | 17770       | 17025      |
| Authon-Ébéon                  | 395                     | 17770       | 17026      |
| Bercloux                      | 452                     | 17770       | 17042      |
| Brizambourg                   | 856                     | 17770       | 17070      |
| La Frédière                   | 81                      | 17770       | 17169      |
| Juicq                         | 273                     | 17770       | 17198      |
| Nantillé                      | 324                     | 17770       | 17256      |
| Saint-Hilaire-de-Villefranche | 1201                    | 17770       | 17344      |
| Sainte-Même                   | 254                     | 17770       | 17374      |